# Peñacerrada-Urizaharra
Peñacerrada-Urizaharra község Spanyolországban, Arabában. Lakosainak száma 302 fő (2024).

## Fekvése
Peñacerrada-Urizaharra Ábalos, San Vicente de la Sonsierra, Labastida, Zambrana, Condado de Treviño, Lagrán és Samaniego községekkel határos.

## Népesség
A település lakosságának változását az alábbi diagram mutatja:
| Lakosok száma | 248  | 263  | 260  | 290  | 287  | 269  | 269  | 261  | 299  | 302  |
|               | 2001 | 2004 | 2006 | 2009 | 2011 | 2014 | 2016 | 2019 | 2021 | 2024 |